# 巴沟乡
巴沟乡，是中华人民共和国青海省海南藏族自治州同德县下辖的一个乡镇级行政单位。

## 行政区划
巴沟乡下辖以下地区：
下巴村、上巴村、松多村、地干村、火炬村、曲乃亥村、尕哇麻村、托头村、上尕毛其村、下尕毛其村、上阿格村、下阿格村、班多村、团结村、卡力岗村、上才乃亥村、下才乃亥村、新村、直德村、本龙村、加日亥村和然果村。